# Třetí lateránský koncil
Třetí lateránský koncil se sešel roku 1179 v Římě jako 11. ekumenický koncil, jemuž předsedal papež Alexandr III. a jehož se účastnilo 309 biskupů. Hlavním bodem koncilu bylo usnesení, že na volbu papeže je od skončení koncilu nutná dvoutřetinová většina kardinálských hlasů. Mimo jiné přijal tvrdá opatření proti heretikům.